# Macrobiotus walteri
Macrobiotus walteri är en djurart som tillhör fylumet trögkrypare, och som beskrevs av Vladimir I. Biserov 1998. Macrobiotus walteri ingår i släktet Macrobiotus och familjen Macrobiotidae. Inga underarter finns listade i Catalogue of Life.